# Peso
El peso és la unitat monetària de diversos estats: 
- Argentina: Peso argentí (ISO 4217: ARS)
- Colòmbia: Peso colombià (COP)
- Cuba: Peso cubà (CUP)
- Filipines: Peso filipí o "piso" (PHP)
- Mèxic: Peso mexicà (MXN, abans MXP)
- República Dominicana: Peso dominicà (DOP)
- Uruguai: Peso uruguaià (UYU)
- Xile: Peso xilè (CLP)

El terme "peso" deriva del mot castellà que significa "pes". Precisament l'espanyol és –o era, en el cas filipí– la llengua oficial de tots aquests països.
La moneda principal espanyola de l'època colonial era una peça que valia vuit rals (reales), coneguda popularment com a "peça de vuit" i més endavant anomenada peso. Aquesta moneda pesava 27 grams i estava formada en un 92% de plata pura. Coneguda també com el "dòlar espanyol" (Spanish dollar), va ser el model per a les monedes dels Estats Units, on un dòlar de plata equivalia exactament a un peso.
Aquests pesos espanyols van circular arreu de les colònies europees d'Amèrica i a les Filipines. Més endavant també foren usades als Estats Units recentment independents, on van continuar tenint valor legal fins al 1857.
Bolívia va canviar el peso bolivià per una nova moneda, el boliviano (a raó d'un boliviano per un milió d'antics pesos), el 1990.
Guinea Bissau, país de parla portuguesa, també va usar pesos (GWP) abans d'adoptar el franc CFA (XOF) arran de l'entrada a la Unió Econòmica i Monetària de l'Àfrica Occidental (UEMOA segons les sigles en francès) l'1 de maig del 1997.